# دتشان (سفلى أردستان)
دتشان (بالفارسية: دچان) هي قرية تقع في إيران في Sofla Rural District. يقدر عدد سكانها بـ 12 نسمة بحسب إحصاء 2016.